# سیارک ۱۶۶۲۴
سیارک ۱۶۶۲۴ (به انگلیسی: 16624 Hoshizawa، نامگذاری:1993HX) شانزده هزار و ششصد و بیست و چهارمین سیارک کشف شده‌است که در ۱۶ آوریل ۱۹۹۳ کشف شد.